# Ämten (Gustav Adolfs socken, Värmland)
Ämten är en sjö i Hagfors kommun i Värmland och ingår i Göta älvs huvudavrinningsområde. Sjön är 14 meter djup, har en yta på 2,15 kvadratkilometer och befinner sig 183 meter över havet. Vid provfiske har bland annat abborre, gers, gädda och löja fångats i sjön.

## Delavrinningsområde
Ämten ingår i det delavrinningsområde (666880-138516) som SMHI kallar för Utloppet av Ämten. Medelhöjden är 206 meter över havet och ytan är 26,15 kvadratkilometer. Räknas de 82 avrinningsområdena uppströms in blir den ackumulerade arean 1 131,31 kvadratkilometer. Årosälven (Uvan) som avvattnar avrinningsområdet har biflödesordning 2, vilket innebär att vattnet flödar genom totalt 2 vattendrag innan det når havet efter 357 kilometer. Avrinningsområdet består mestadels av skog (55 procent) och sankmarker (24 procent). Avrinningsområdet har 2,6 kvadratkilometer vattenytor vilket ger det en sjöprocent på 9,9 procent.

## Fisk
Vid provfiske har följande fisk fångats i sjön:
- Abborre
- Gärs
- Gädda
- Löja
- Mört
- Sarv
- Siklöja
- Sutare